# 日本が知りたい
『日本が知りたい』（にっぽんがしりたい）は、1986年10月11日から1987年9月26日まで、毎週土曜日21:00 - 21:54にTBS系で放送された情報番組である。

## 概要
有名人がゲストリポーターとして観光客をリポートする内容だった。当時ローカルセールスで放送されていた「そこが知りたい」の全国版でもある。
なお、東京キー局で他局も含めた、土曜21時台の1時間バラエティ番組は、裏番組の『テレビあっとランダム』（テレビ東京系列）に次ぎ、2例目である。

## 出演者
- 篠田正浩（キャスター）
- 宮内鎮雄（TBSアナウンサー、ナレーター）

## スタッフ
- テーマ音楽：細野晴臣
- 構成：福岡秀広／松岡孝
- タイトル：安野光雄
- アシスタントディレクター：清水雅哉
- ディレクター：日下部実
- プロデューサー：井沢紀男（TBS）／渡辺俊一（TBS映画社）
- 制作：三辺吉彦（TBS）
- 制作協力：TBS映画社（現・TBSスパークル）
- 製作著作：TBS